# Epeolus ainsliei
Epeolus ainsliei là một loài Hymenoptera trong họ Apidae. Loài này được Crawford mô tả khoa học năm 1932.